# Real Hespérides Club de Fútbol
El Real Hespérides Club de Fútbol fue un club de fútbol español de la ciudad de San Cristóbal de La Laguna, en la isla de Tenerife. Se fundó en 1912 y fue uno de los seis equipos que fundaron la Asociación Deportiva Laguna, actual Club Deportivo Laguna.

## Historia
El Real Hespérides Club de Fútbol se funda en 1912 tras la unión de los dos únicos equipos de fútbol que existían en el municipio lagunero por esa época, el Patria C.F. y el Sporting Club Laguna. Ambos fueron fundados en 1903 lo que los convierte en los clubes decanos del fútbol lagunero y los más antiguos de la isla de Tenerife. El equipo compite durante varios años en la liga Inter-Regional de Canarias, máximo nivel al que podía aspirar un equipo canario en la década de los 50 salvo para los "grandes" Club Deportivo Tenerife y Unión Deportiva Las Palmas. 
A finales de la década de 1940 llegó a tres finales consecutivas del Campeonato de Canarias, las cuales se disputaban a doble partido, pero no logró el título en ninguna de ellas. En la edición de 1947, enfrentándose al Real Club Victoria, venció 2-0 en el campo de La Manzanilla pero perdió por 5-0 en Gran Canaria. Al año siguiente su rival en la final fue el Marino Fútbol Club. El conjunto de Las Palmas consiguió hacerse con el trofeo al empatar a cero en Tenerife y vencer por 2-1 en su casa. Dos años más tarde volvían a encontrarse en la final el Victoria y el Hespérides. Los laguneros salieron derrotados del primer partido de la final por 4-1, no pudiendo remontar en el choque de vuelta celebrado en La Laguna al ganar solamente por 3-1.
En 1984 tras haber pasado cinco años en la Categoría de Preferente el equipo se asocia al Club Deportivo Estrella, el Bronco Fútbol Club, el Juventud Laguna, el Juventud Concepción Laguna y el Santo Domingo Club de Fútbol para crear la Asociación Deportiva Laguna.
La Agrupación Folklórica “Real Hespérides” toma este nombre tras un convenio firmado con el club en 1948, en el que se le permitía usar las instalaciones de la entidad como lugar de ensayo. Esta agrupación, que sigue usando como símbolo el escudo del conjunto desaparecido, recibió la medalla de oro del Ayuntamiento de San Cristóbal de La Laguna en 2008.
El Club Colombófilo Real Hespérides, toma este nombre tras un convenio firmado con el club en 1955,, en el que se permitía utilizar las instalaciones de la entidad como punto de encuentro entre los aficionados a la colombofilia.

## Equipación
- Local: su indumentaria era totalmente blanco.
- Visitante: en sus encuentros como visitante vestía de negro.

## Rivalidad
Tanto el Real Hespérides Club de Fútbol como el Club Deportivo Estrella llegaron a jugar en la Liga Inter-Regional Canaria y en Preferente, por lo que coincidieron en gran número de temporadas. Su rivalidad fue creciendo a medida que jugaban más partidos y se fueron convirtiendo en los dos equipos punteros de la ciudad.

## Todas las temporadas
| Temporada | División        | Posición | Copa del Rey |
| --------- | --------------- | -------- | ------------ |
| 1927/28   | Serie A Canaria | 3.º      |              |
| 1949/50   | 1.ª Categoría   | 1º       |              |
| 1975/76   | Preferente      | 11.º     |              |
| 1976/77   | 1.ª Regional    |          |              |
| 1977/78   | 1.ª Regional    |          |              |
| 1978/79   | 1.ª Regional    |          |              |
| 1979/80   | 1.ª Regional    |          |              |
| 1980/81   | Preferente      | 10.º     |              |
| 1981/82   | Preferente      | 8.º      |              |
| 1982/83   | Preferente      | 15.º     |              |
| 1983/84   | 1.ª Regional    | 11.º     |              |

### Datos del Club
- 4 Temporadas en Preferente
- 5 Temporadas en Primera Interinsular-Tenerife

## Palmarés
- Liga interregional canaria (1): 1945.[9]
- Subcampeón del Campeonato de las Islas Canarias (3): 1947, 1948, 1949.[10]
- Campeonato tinerfeño: 1949/50